# Quate Lòcs

Quate Lòcs, dans le Val d'Aran.

Quate Lòcs est une subdivision traditionnelle du Val d'Aran, (Catalogne, Espagne) utilisée comme circonscription territoriale pour les élections au Conseil Général d'Aran. Il comprend les communes de Bausen, Bossòst, Canejan et Les.
C'est durant le XVIe siècle, que cette subdivision de la vallée en 6 terçons (et non plus originellement en "tiers") est apparue à partir de l'ancien tiers de Bossòst. Depuis la restauration de la structure administrative traditionnelle du Val d'Aran en 1990, Quate Locs choisit 3 des 13 conseillers du Conseil Général de Arán
Cette zone est la plus septentrionale de la Catalogne et des Pyrénéens espagnols. Le bassin fluvial de la Garonne, principale rivière de la région, est la seule dont la ligne de partage des eaux se déverse sur le versant atlantique. La vallée constitue en effet une enclave, située sur la face nord des Pyrénées.